# Sphaerodactylus nycteropus
Sphaerodactylus nycteropus — вид геконоподібних ящірок родини Sphaerodactylidae. Ендемік Гаїті.

## Поширення і екологія
Sphaerodactylus nycteropus відомі з типової місцевості, розташованої на південному узбережжі півострова Тібурон. Вони живуть в сухих тропічних лісах.

## Збереження
МСОП класифікує цей вид як такий, що перебуває на межі зникнення. Sphaerodactylus nycteropus загрожує знищення природного середовища. 